# Hr.Ms. Noord-Brabant (1953)
Hr.Ms. Noord-Brabant – holenderski niszczyciel z okresu zimnej wojny typu 47A (Holland). Zbudowany w Holandii, zwodowany w 1953 roku, służył w marynarce holenderskiej (Koninklijke Marine) od 1955 do 1974 roku, kiedy został uszkodzony w kolizji i następnie złomowany. Nosił numer burtowy D810.
Wyporność pełna wynosiła 2765 ton. Główne uzbrojenie stanowiły cztery kierowane radarem działa uniwersalne kalibru 120 mm, a do zwalczania okrętów podwodnych służyły wyrzutnie rakietowych bomb głębinowych kalibru 375 mm. Napędzały go turbiny parowe, pozwalające na osiąganie prędkości ponad 32 węzły.

## Projekt i budowa
Cztery niszczyciele typu 47A, określanego od pierwszego okrętu jako typ Holland, zaprojektowane i zbudowane w Holandii, były pierwszymi niszczycielami zbudowanymi dla holenderskiej marynarki wojennej po II wojnie światowej. Ich budowa została zaaprobowana przez rząd 27 grudnia 1948 roku. Były one przede wszystkim przeznaczone do osłony grup okrętów i konwojów przeciw atakom okrętów podwodnych oraz lotnictwa, dlatego główne uzbrojenie stanowiły cztery uniwersalne armaty kalibru 120 mm oraz miotacze rakietowych bomb głębinowych, oba systemy uzbrojenia konstrukcji szwedzkiego Boforsa. Okręty te natomiast nie otrzymały w ogóle wyrzutni torped, jako pierwsze niszczyciele we flotach państw europejskich. Ich słabszą stroną było jednak lekkie uzbrojenie przeciwlotnicze bliskiego zasięgu, składające się tylko z jednej armaty 40 mm, z ograniczonym polem ostrzału. Na dwóch okrętach wykorzystano do napędu turbiny parowe wyprodukowane w Holandii jeszcze przed wojną dla dwóch niezbudowanych niszczycieli typu Gerard Callenburgh, dla dwóch pozostałych zamówiono turbiny w Niemczech. Na okrętach zastosowano własnej konstrukcji wyposażenie elektroniczne – radary i sonary.

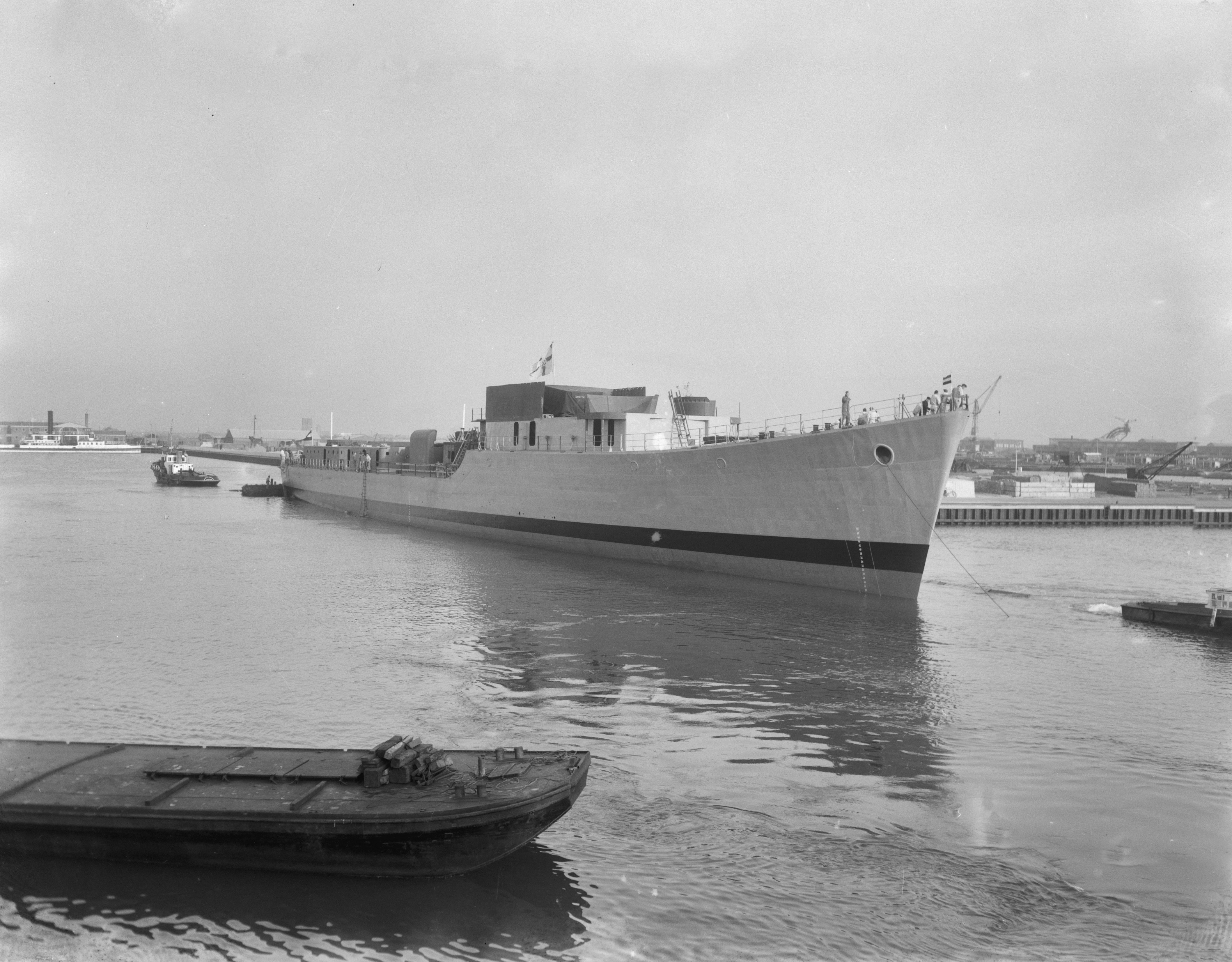
Kadłub „Noord-Brabant” po wodowaniu

Stępkę pod budowę trzeciego okrętu tego typu „Noord-Brabant” położono 1 marca 1951 roku w stoczni Koninklijke Maatschappij De Schelde we Vlissingen, w której budowano już równolegle bliźniaczy „Zeeland”. Okręt budowano pod numerem stoczniowym 270. Otrzymał on nazwę prowincji Niderlandów: Brabancji Północnej. Wodowano go 28 listopada 1953 roku, a wcielono do służby 1 czerwca 1955 roku. Otrzymał numer burtowy NATO D810 i radiowy sygnał wywoławczy PAIP.

## Opis techniczny
Więcej w artykule niszczyciele typu Holland

### Konstrukcja

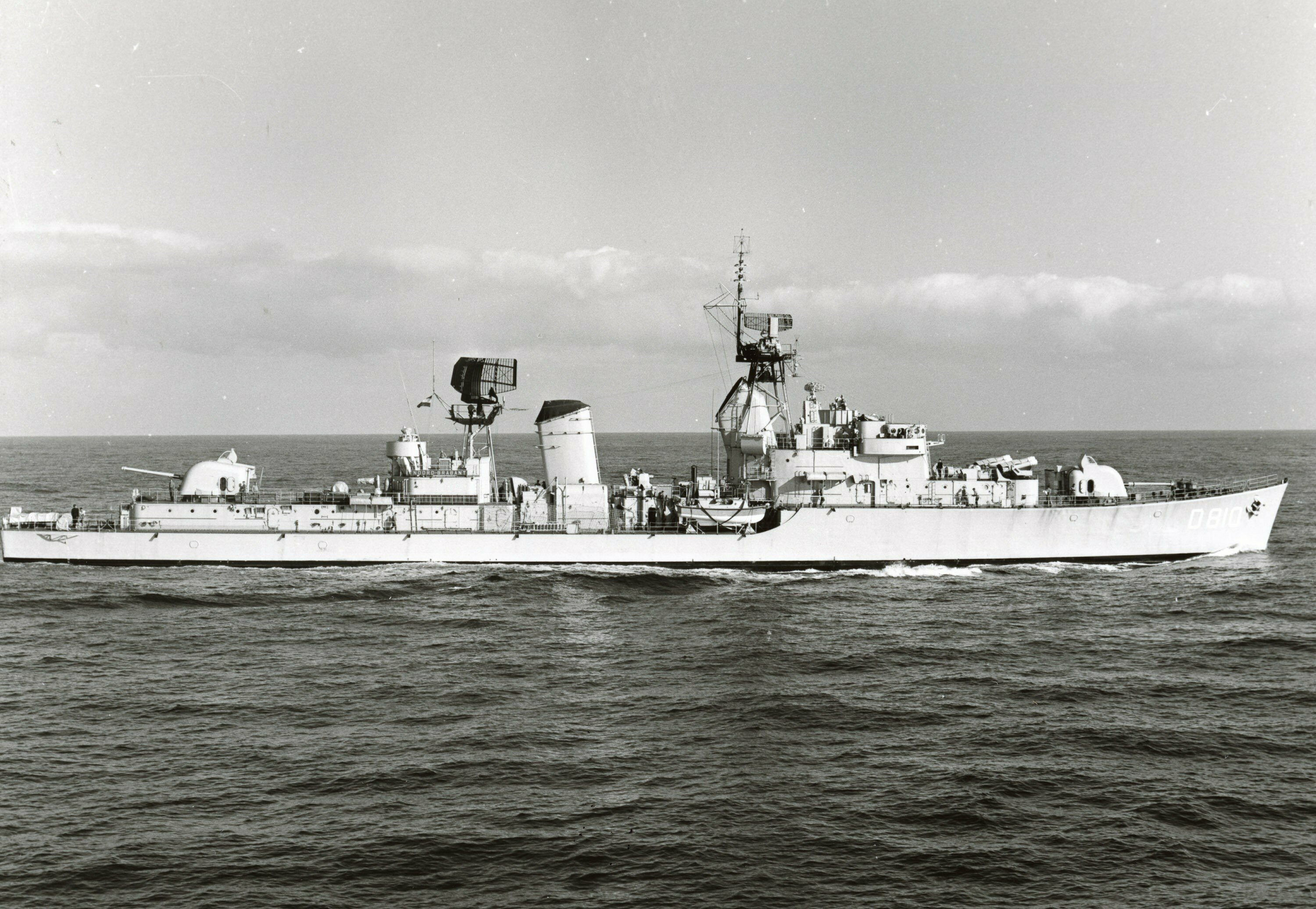
„Noord-Brabant” z profilu

Okręt miał kadłub z podwyższonym pokładem dziobowym rozciągającym się na około 40% długości kadłuba. Na pokładzie dziobowym znajdowała się dwudziałowa wieża artylerii głównej, a druga była umieszczona na pokładzie nadbudówki rufowej. Na dolnym piętrze nadbudówki dziobowej znajdowały się dwie wyrzutnie rakietowych bomb głębinowych. Pomost bojowy był zakryty. W tylną część nadbudówki dziobowej wkomponowany był wygięty do tyłu przedni komin, z czworonożnym masztem kratownicowym nad nim. Do pokładu rufowego rozciągała się dalej niska nadbudówka rufowa (pokładówka), na której na śródokręciu umieszczony był drugi pochyły komin, a za nim kratownicowa podstawa dużej anteny radaru dozoru powietrznego. Podstawy te okręty otrzymały w 1955 roku, a radary w latach 1957-58; pierwotnie miały tam pojedyncze maszty. Rufa była pawężowa, z krótkim pokładem rufowym, na którym znajdowały się zrzutnie bomb głębinowych. Kadłub wykonany był z wysokorozciągliwej stali A52, natomiast nadbudówki w znacznej części ze stopów aluminium dla zmniejszenia masy, w tym cała nadbudówka rufowa.
Wyporność standardowa okrętów wynosiła 2215 ts, a pełna 2765 ts. Długość całkowita wynosiła 113,1 m, a między pionami 109,9 m. Szerokość wynosiła 11,4 m, a zanurzenie maksymalne 5,1 m. Załoga liczyła 247 osób.
Napęd stanowiły dwie turbiny parowe Werkspoor-Parsons z przekładniami, o mocy łącznej 45 000 shp, napędzające dwie śruby o stałym skoku. Parę dostarczały cztery kotły parowe Babcock. Prędkość maksymalna była określona na 32 węzły. Na próbach okręt tego typu osiągnął prędkość 40,3 węzła, lecz w stanie lekkim, bez zamontowanej części wyposażenia. Zasięg wynosił 4000 mil morskich przy prędkości 18 w.

### Uzbrojenie
Uzbrojenie główne stanowiły cztery armaty uniwersalne Bofors Mk 10 kalibru 120 mm, w dwóch dwudziałowych wieżach na pokładzie dziobowym i pokładzie nadbudówki rufowej. Armaty były automatyczne i ich ogień kierowany był radarem. Kąt podniesienia luf sięgał od -10° do +85°. Szybkostrzelność wynosiła od 12 do maksymalnie 42 strzałów/min. Strzelały pociskami o masie 23 kg, masa naboju scalonego wynosiła 42 kg. Maksymalny zasięg teoretyczny wynosił 21 500 m, a pułap 12 500 m. Zapas amunicji wynosił po 720 nabojów na magazyn.
Uzbrojenie przeciwlotnicze uzupełniała pojedyncza armata przeciwlotnicza Bofors Mk 6 kalibru 40 mm o długości lufy L/70 (70 kalibrów) na śródokręciu między kominami. Jej szybkostrzelność wynosiła do 240 strzałów/min, zasięg maksymalny 10 500 m, a skuteczny 4500 m.
Główną broń przeciw okrętom podwodnym stanowiły dwie czterolufowe wyrzutnie rakietowych bomb głębinowych Bofors Mk 1 kalibru 375 mm na pokładzie nadbudówki dziobowej, produkowane na licencji w Holandii przez Wilton-Fijenoord. Miały one zasięg od 520 do 820 m (według innych źródeł, od 1400 do 2230 m) i masę pocisków do 230 kg, w tym ok. 100 kg materiału wybuchowego. Pociski odpalane były co sekundę. Wyrzutnie ładowane były półautomatycznie kolejnymi ośmioma bombami znajdującymi się na podajniku poniżej w czasie trzech sekund. Uzupełniały je dwie zrzutnie na sześć bomb głębinowych na rufie (w późniejszym okresie jedna była demontowana). Używane były brytyjskie bomby Mk X.

### Wyposażenie
Okręty otrzymały bogaty zestaw stacji radiolokacyjnych holenderskiej konstrukcji Hollandse Signaal Apparaten oraz również holenderskie sonary Van der Heem. Radary DA 01 i LW 02 zamontowano jednak dopiero w latach 1957–58. Środki obserwacji technicznej stanowiły:
- radar LW-02 dozoru powietrznego – za drugim kominem[4]
- radar DA-01 śledzenia celów powietrznych – na maszcie dziobowym[4]
- radar ZW-01 dozoru nawodnego i wykrywania celów niskolecących – na dachu pomostu bojowego[4]
- radar M45 kierowania ogniem artylerii  – na dachu nadbudówki przed masztem[14]
- sonar typu 162 do wykrywania celów (według innych źródeł, CWE-10)[f]
- sonar typu 170B do wypracowywania danych do ataku (według innych źródeł, PAE-1N)[f]

## Służba

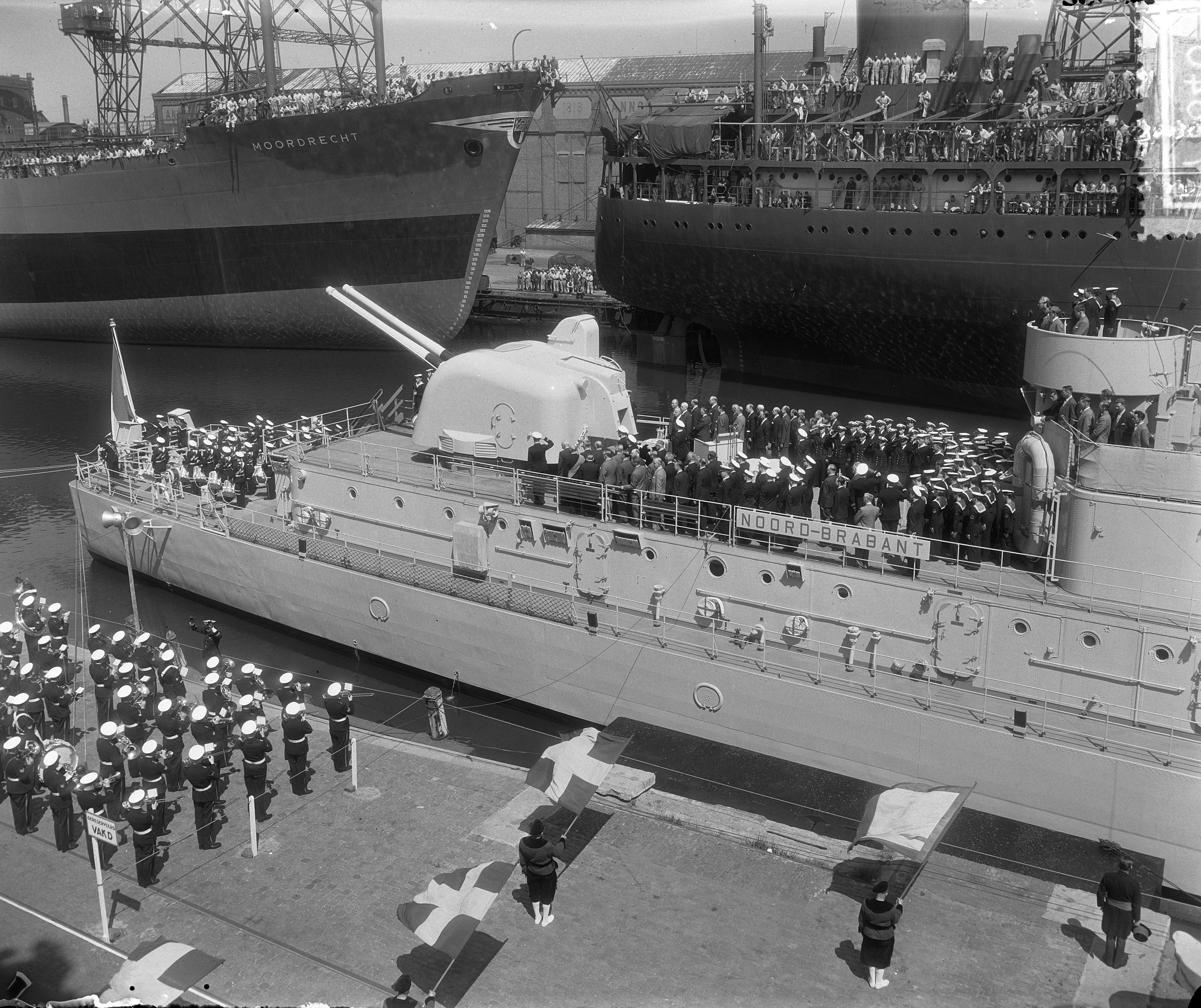
Uroczystość wcielenia do służby

Niszczyciel „Noord-Brabant”, podobnie jak inne okręty tego typu, nie miał epizodów bojowych podczas służby, a znaczną część służby spędził w rezerwie. Do służby został wcielony 1 czerwca 1955 roku jako trzeci okręt tego typu. W tym roku uczestniczył w Tygodniu Marynarki (Vlootweek) w Amsterdamie, po czym, po dotarciu mechanizmów i wprowadzeniu poprawek stoczniowych, został od razu wycofany do rezerwy. Został przywrócony na krótko do czynnej służby w 1957 roku dla uczestnictwa w obchodach 350. rocznicy urodzin admirała Michiela de Ruytera we Vlissingen, po czym powrócił do rezerwy.
W 1965 roku przywrócony do czynnej służby, został włączony do Holenderskiej Grupy Zadaniowej (Netherlands Task Group). W 1969 roku w składzie zespołu holenderskiego wziął udział w rewii morskiej NATO na redzie Spithead. Brał także udział w manewrach i ćwiczeniach NATO, w tym Sailors Pride i Silent Rain w 1966, Wicked Lady i Perfect Play w 1967, Silver Tower w 1968, Razor Sharp w 1969, Strong Express w 1972, Quick Save i Swift Move w 1973 roku.
9 stycznia 1974 roku „Noord-Brabant” został uszkodzony w kolizji z brytyjskim statkiem „Tacoma City” (16 700 BRT) pod Vlissingen – uderzony w lewą burtę w rejonie rufowej kotłowni, która uległa zalaniu wraz z rufową maszynownią. W kolizji zginął jeden członek załogi, a drugi zmarł od ran. Stwierdzono następnie, że remont jest nieopłacalny i okręt 8 marca 1974 roku skreślono z listy floty, po czym w 1975 roku sprzedano na złom do Gandawy w Belgii. 